# Catholic University Cardinals

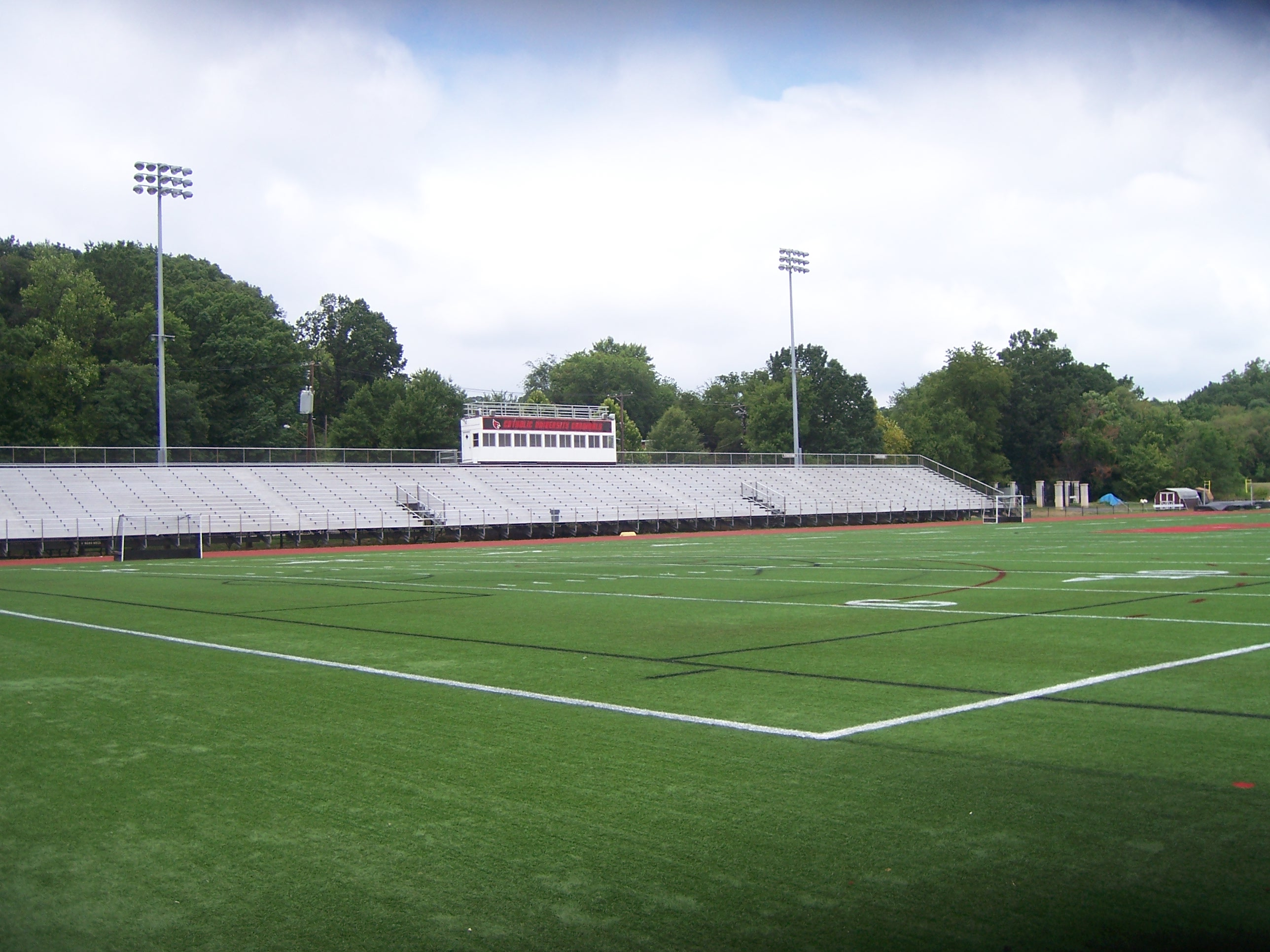
Cardinal Stadium

Catholic University Cardinals (español: Cardenales de la Universidad Católica) es el nombre de los equipos deportivos de la Universidad Católica de América, situada en Washington D. C. (Estados Unidos de América). Los Cardinals participan en las competiciones universitarias organizadas por la NCAA, y forman parte de la Landmark Conference en todos los deportes excepto en fútbol americano, disciplina que se integra en la New England Women's and Men's Athletic Conference, y en remo, en donde compite en la Mid-Atlantic Rowing Conference. Sus colores son el rojo y el negro.

## Deportes
Los Cardinals tienen 25 equipos oficiales, 12 masculinos y 13 femeninos:
| Masculino: - Baloncesto - Campo a través - Fútbol - Tenis - Lacrosse - Natación - Atletismo - Atletismo en pista cubierta - Remo - Golf - Béisbol - Fútbol americano - Rugby union | Femenino: - Baloncesto - Campo a través - Fútbol - Tenis - Lacrosse - Natación - Atletismo - Atletismo en pista cubierta - Remo - Golf - Sófbol - Voleibol - Hockey sobre hierba |

## Historia

### Hasta 1955
Entre 1906 y 1955, la National Collegiate Athletic Association (NCAA) se disputó sin separación de divisiones, y los Cardinals compitieron al máximo nivel, destacando la participación del equipo de fútbol americano en el Orange Bowl de 1936 y en el Sun Bowl de 1940. También se consiguieron los siguientes títulos:
- Boxeo, campeones nacionales (1938, ex-equo con Virginia Cavaliers y West Virginia Mountaineers)
- Boxeo, campeón individual: David Bernstein en categoría 115 libras (1938)
- Boxeo, campeón individual: Frederick "Bingo" Stant Jr. en categoría 165 libras (1939)

### Entre 1956 y 1972
Entre 1956 y 1972 la NCAA se dividió en dos divisiones, la University Division y la College Division. Los Cardinals compitieron en la College Division y el equipo masculino de baloncesto disputó las finales de 1964. En natación se ganó un campeonato individual: Keats Baugher en las pruebas de estilos (medley) de 200 y 400 m (1965).

### Entre 1973 y 1975
En 1973 la NCAA volvió a cambiar sus categorías, dividiéndose en tres divisiones: División I, División II y División III. Los Cardinals optaron por incorporarse a la División II, compitiendo en la Mason-Dixon Conference. Durante esos años ganaron dos títulos nacionales en atletismo: Mark Robinson en 800 m (1974 y 1975).

### Entre 1976 y 1981
Durante 5 temporadas (1976-81), los Cardinals volvieron a competir en la máxima categoría, la División I de la NCAA. Primero como independientes y luego en la Colonial Athletic Association (1979-1981). En 1977, el equipo de béisbol disputó la fase final del torneo de la NCAA.

### Desde 1981
En la temporada 1981-82 los Cardinals, tras una polémica decisión del presidente Pellegrino, se incorporaron definitivamente a la División III de la NCAA. Desde entonces han obtenido los siguientes títulos nacionales:
- Atletismo, campeona individual: Carolyn Hughes en 800 m (1982)
- Atletismo, campeón individual: Tom Caffrey en 1500 m (1991)
- Baloncesto, campeones nacionales (2001)